# Moti Yung
Mordechai Yung, detto Moti (15 maggio 1959), è un crittografo e informatico israeliano, noto per il suo lavoro nel campo della sicurezza informatica e della privacy.

## Biografia
Moti Yung ha conseguito il dottorato di ricerca presso la Columbia University, a New York, nel 1988 sotto la supervisione di Zvi Galil. Ha lavorato presso l'IBM Thomas J. Watson Research Center, poi per CertCo, RSA Laboratories, Google e Snap Inc.; Yung è attualmente un ricercatore presso Google.
Yung nel corso degli anni alla Columbia University ha collaborato con studenti di dottorato tra i quali Matthew K. Franklin, vincitore del Premio Gödel, Jonathan Katz e Aggelos Kiayias.

## Ricerca
La ricerca di Yung copre principalmente l'area della crittografia e delle sue applicazioni per la sicurezza delle informazioni e il trattamento dei dati personali. Ha lavorato alla definizione e all'implementazione di schemi crittografici per uso malevolo (criptovirologia e cleptografia) e in diversi campi della ricerca crittografica, dai fondamenti teorici alle applicazioni. Nel corso degli anni si è occupato di autenticazione elettronica, sicurezza incondizionata, protocolli di sicurezza e calcolo sicuro multi-partecipanti, crittosistemi a soglia e dimostrazioni a conoscenza zero.